# コンサバファッション

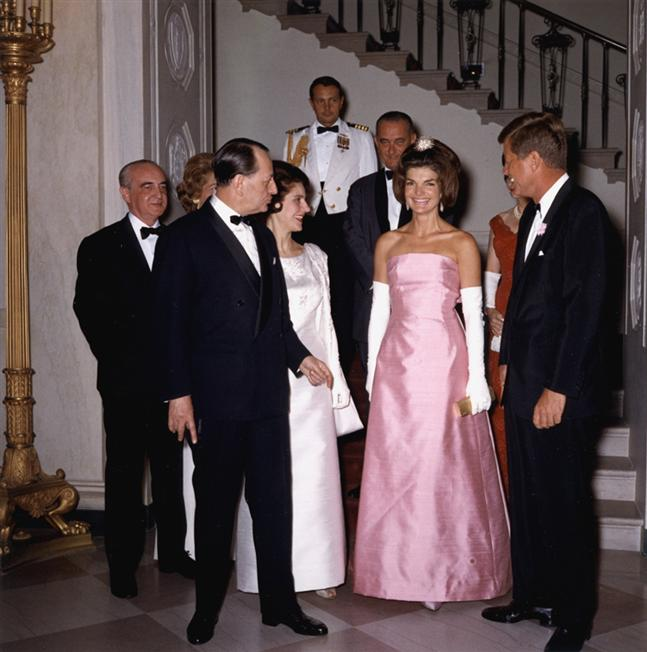
コンサバスタイル

コンサバファッションとは、保守的なファッション傾向を表す言葉。狭義では日本の女性のファッション嗜好のひとつを指す。

## 概要
コンサバは「コンサバティブ」（conservative：保守）の略。対義語は「アバンギャルド」または「コンテンポラリー」、「プログレッシブ」など 。しきたりにとらわれない革新的なセンスを重んじるモード系、ユニセックス寄りのセンスでラフな衣類をまとうカジュアルに対し、衣服・文化の伝統を重んじたエレガントかつ主張の控えめな装いで、略礼服とも関係が深い。

## 歴史
日本では1975年以降、神戸のお嬢様風スタイル“ニュートラ”ブームを経て、1987年ごろからバブル景気を迎えると、巷で女子大生ブームが席巻した。長い黒髪に太い眉、肩パッドの入ったかっちりとしたレディーススーツ・ブラウスにタイトスカート、ブランドもののスカーフ等、「赤文字雑誌」と呼ばれる女性向けの各ファッション雑誌（JJ・CanCam・ViVi・Rayなど）が標榜する洋装を「コンサバ」と称し、お嬢様（淑女）のアイコンとしてもてはやされた。

## 現代のコンサバ
バブル景気の女子大生・コンサバブームは、バブル崩壊や時流の変化と共に死語と化した。しかし女性が抱くお嬢様スタイルへの羨望は現代に至るまで依然衰えてはいない。モード系・ギャル・カジュアルファッション等と識別するため、女性らしく上質なファッションをあえて「コンサバ」と形骸的に指すことがある。
日本におけるブーム以降のコンサバファッションは、女性を美しく見せる要素を強調し、トレンドを取り入れた装いである。かつては不良の象徴だった茶髪、本来は鉱夫の作業服であり外出着としては非礼とされるジーンズ、上流階級ならではのステータスシンボルだった高級ブランドバッグを一般的な女子大生やOLが所持する等、かつての概念にとらわれない価値観を生み出した。しかしあらわにした肌や人目を引く華美で淑女とは乖離したスタイルも少なくなく、本来の意味とはいささか矛盾している。2000年以降、セクシーさを強調したコンサバはお姉系とも呼ばれる。